# Justizkanzlei Michelstadt
Die Justizkanzlei Michelstadt (Großherzoglich Hessische, Fürstlich Löwenstein und Gräflich Erbachische Gesamt-Justiz-Kanzlei zu Michelstadt) war ein Gericht zweiter Instanz in der zunächst reichsunmittelbaren Herrschaft dann ab 1806 der Standesherrschaft der Fürsten und Grafen von Erbach, für die Kondominate, die sie zusammen mit den Fürsten von Löwenstein-Wertheim besaßen, sowie für ein Amt im Alleinbesitz des Hauses Löwenstein-Wertheim.

## Geschichte
Im Zuge der Auflösung des Alten Reichs 1806 und der Mediatisierung kamen einige zuvor reichsunmittelbare Fürsten und Grafen unter die Herrschaft des Landgrafen von Hessen-Darmstadt der damit auch zum Großherzog aufstieg. Das betraf auch das Haus Erbach und Teile der Besitzungen des Hauses Löwenstein-Wertheim. Im Zuge der Mediatisierung blieben aber die Rechte der nunmehrigen Standesherren gegenüber ihren bisherigen Untertanen ungeschmälert, auch hinsichtlich ihrer Befugnisse in der Rechtsprechung. Als Standesherren übten sie weiterhin die Rechtsprechung aus und das Großherzogtum musste dulden, dass sie dies auch in zweiter Instanz weiterhin taten. Dafür bestand allerdings die Bedingung, dass dort die gleichen Verfahren angewandt wurden, wie am Hofgericht, dem staatlichen Gericht zweiter Instanz. Dies geschah für die genannten Gebiete mit einer „Justizkanzlei“ in Michelstadt.
Der Betrieb dieses „privat“ organisierten Gerichtswesens erwies sich einerseits für die Standesherren als dauerhafte wirtschaftliche Belastung zum anderen war das Großherzogtum daran interessiert, in seinem Staatsgebiet das Rechtsprechungsmonopol zu erlangen. Im Zuge der beabsichtigten und dann 1821 durchgeführten Verwaltungs- und Justizreform im Großherzogtum Hessen verhandelte der Staat seit 1820 mit allen Standesherren über eine Übergabe der von diesen betriebenen Gerichtsorganisationen an den Staat. 1822 wurde die Struktur der Gerichte in der Standesherrschaft der in den Dominiallanden (den Gebieten des Großherzogtums mit ausschließlicher Zuständigkeit des Staates in Verwaltung und Rechtsprechung) angeglichen. Dabei wurden aus den bestehenden Ämtern für die Rechtsprechung vier neue Landgerichtsbezirke gebildet (siehe Übersicht).
Anfang 1824 verzichteten die Häuser Erbach und Löwenstein-Wertheim darauf, die eigene zweite Instanz weiter zu betreiben. Die kompletten Aufgaben der Justizkanzlei Michelstadt wurden zum 1. Juli 1824 auf das Hofgericht Darmstadt übertragen.

## Instanzielle Zuständigkeit
Der Justizkanzlei Michelstadt nachgeordnet waren zunächst die Ämter der drei Häuser Erbach, deren mit dem Haus Löwenstein-Wertheim gemeinsame Kondominate sowie das Löwenstein-Wertheimer Amt Habitzheim. In den Ämtern waren Verwaltung und Rechtsprechung noch nicht getrennt. Staatlicherseits erfolgte die Trennung der Rechtsprechung von der Verwaltung im Großherzogtum 1821. Es dauerte dann noch ein weiteres Jahr, bevor der Staat und die Standesherrschaft sich darauf einigten, die Reform auch in den erbachischen und den im Großherzogtum Hessen gelegenen Landen der Fürsten von Löwenstein-Wertheim durchzuführen.
Der Justizkanzlei Michelstadt übergeordnet war das Hofgericht Darmstadt, das zweitinstanzliche, staatliche Gericht für die Provinz Starkenburg, als dritte Instanz für den Bereich der Justizkanzlei. Hier wies der Instanzenzug für Rechtssuchende also eine zusätzliche Instanz auf.

## Örtliche Zuständigkeit
Der Gerichtsbezirk der Justizkanzlei Michelstadt erstreckte sich über:
| Amt bis 1822/1823          | Landgericht ab 1822     | Familienzweig                        | Anmerkung  |
| -------------------------- | ----------------------- | ------------------------------------ | ---------- |
| Breuberg                   | Landgericht Höchst      | Löwenstein-Wertheim Erbach-Schönberg | Kondominat |
| Erbach                     | Landgericht Michelstadt | Erbach-Erbach                        |            |
| Freienstein und Rothenberg | Landgericht Beerfelden  | Erbach-Fürstenau                     |            |
| Fürstenau                  | Landgericht Michelstadt | Erbach-Fürstenau                     |            |
| Habitzheim                 | Landgericht Höchst      | Löwenstein-Wertheim                  |            |
| Kirch-Beerfurth            | Landgericht Michelstadt | Löwenstein-Wertheim Erbach-Erbach    | Kondominat |
| König                      | Landgericht Höchst      | Erbach-Schönberg                     |            |
| Amt Michelstadt            | Landgericht Michelstadt | Erbach-Fürstenau                     |            |
| Reichenberg                | Landgericht Michelstadt | Erbach-Erbach                        |            |
| Schönberg                  | Landgericht Schönberg   | Erbach-Schönberg                     |            |